# República Popular de Donetsk
La República Popular de Donetsk (RPD; 
en ruso: Донецкая народная республика, Donétskaya Naródnaya Respúblika), o simplemente R. P. de Donetsk, fue un Estado con reconocimiento limitado en Europa Oriental, que existió desde que fue autoproclamado independiente de Ucrania en abril de 2014 hasta su anexión a la Federación Rusa el 5 de octubre de 2022. Situado dentro del óblast de Donetsk, la mayor parte del óblast permaneció bajo control de Ucrania siendo el resto controlado por la RPD en el contexto de la invasión rusa de Ucrania de 2022; conforme a la decisión de la Rada Suprema de Ucrania, es considerado un «territorio temporalmente ocupado por Rusia». De acuerdo a la Constitución de Ucrania, el territorio reclamado por la RPD es una parte integral de Ucrania.
A finales de 2013, se produjo el Euromaidán, una ola de protestas de carácter europeísta en la plaza de la Independencia (Kiev), lo que derivó en los siguientes meses en una escalada de tensiones entre el presidente ucraniano Víktor Yanukóvich quien trataba de desvincular al país de los acuerdos de asociación a Europa. La Rada Suprema destituye de su cargo a Yanukóvich por «abandono de sus funciones constitucionales» y posteriormente nombra como presidente interino a Oleksandr Turchínov del partido proeuropeo Batkivshchina. La sucesión de los acontecimientos en Kiev provocaron incertidumbre en la región oriental de Ucrania, lo que se manifestó en una serie de protestas prorrusas, a partir de ese momento comienza una lucha entre el gobierno proeuropeo y los opositores prorrusos apoyados militarmente por Moscú.
El 6 de abril, alrededor de dos mil personas con banderas rusas y pancartas antigubernamentales se congregaron en la plaza Lenin de Donetsk, en protesta contra el gobierno de facto de Kiev, pidiendo la federalización de Ucrania, un referéndum y el estatus de oficialidad del idioma ruso. El 7 de abril, un grupo de separatistas logra tomar control de parte del edificio de la administración estatal regional de Donetsk, para posteriormente autoproclamar la República Popular de Donetsk. Ese mismo día se autoproclamó la República Popular de Járkov en el Óblast de Járkov.
El 9 de abril, las autoridades del Gobierno de la RPD anunciaron que publicarían sus decretos y controlarían todas las ciudades de la región. El 10 de abril, anunciaron la creación de un «Ejército Popular». Además, el Consejo Popular votó a favor de establecer lazos con Rusia, Kazajistán, Bielorrusia e instituciones internacionales como las Naciones Unidas. También se habló de buscar una cooperación con la Unión aduanera de Eurasia y los otros grupos separatistas de Járkov y Lugansk.
La RPD anunció las intenciones de celebración de un referéndum para el 11 de mayo en la región, en el cual los votantes decidirían sobre la proclamación de la «independencia estatal» del óblast respecto de Ucrania. El presidente de la Comisión Electoral Central afirmó que «se habían formado unos 2279 colegios electorales», también aseguró el uso de urnas transparentes e invitó a cualquier persona y organismo a ser observador.  
El 12 de mayo de 2014, el día posterior a la celebración del referéndum sobre el estatus político de la RPD, se dan a conocer los resultados, los cuales indicaban que un 89,71 % votó a favor de la independencia, por lo que se proclamó la soberanía estatal de la República. El Gobierno interino de Kiev rechazó la legitimidad de la consulta, mientras que Estados Unidos y la Unión Europea tampoco lo reconocieron, alegando que no poseen «ninguna legitimidad democrática». La independencia de la RPD solo fue reconocida por la República Popular de Lugansk, la República Árabe Siria, Abjasia, Osetia del Sur y Corea del Norte, y de forma oficial por la Federación de Rusia el 21 de febrero de 2022, provocando mayor tensión en la Crisis ruso-ucraniana de 2021-2022.
Entre el 23 y 27 de septiembre de 2022 se llevó a cabo en la región un referéndum de anexión a Rusia, con unos resultados, según fuentes oficiales rusas, de un 99.23% de votos a favor de la misma. Sin embargo, dicha consulta es considerada ilegal por una gran parte de la comunidad internacional. Tras conocerse los resultados, la República Popular de Donetsk solicitó su integración en la Federación Rusa, siendo formalmente anexionada el 30 de septiembre de 2022, convirtiéndose en un nuevo sujeto federal de la Federación Rusa. La adhesión se completó el 5 de octubre de 2022.
La República Popular de Donetsk no controlaba la totalidad del óblast homónimo ucraniano, por lo que desde su autoproclamación reclamaba la totalidad del óblast de Donetsk bajo control de Kiev, cuando se incorporó como una república de Rusia, Moscú pasó a heredar las reclamaciones sobre el resto del óblast ucraniano.

## Antecedentes

### Euromaidán
Se conoce como Euromaidán (en ucraniano, Євромайда́н, Yevromaidán; «Europlaza») a una serie de manifestaciones y disturbios heterogéneos iniciada el 21 de noviembre de 2013 con grandes protestas en la Plaza de la Independencia en Kiev. Las protestas, de índole europeísta, independentista y nacionalista, se desencadenaron a raíz de la repentina decisión del presidente Viktor Yanukóvich de suspender el Acuerdo de Asociación entre la Unión Europea y Ucrania y fortalecer sus lazos con Rusia. Tras aprobar, por abrumadora mayoría, el parlamento ucraniano la ratificación del Acuerdo con la UE, Rusia habría presionado a Kiev para que lo rechazara. Los manifestantes se opusieron a lo que consideraban corrupción gubernamental generalizada, abuso de poder y violaciones de los derechos humanos. La organización no gubernamental Transparencia Internacional denunció a Yanukóvich como el principal ejemplo de corrupción en el mundo. La violenta dispersión de los manifestantes el 30 de noviembre de 2013 provocó aún más indignación en la población. El Euromaidán precipitó la renuncia del presidente el 22 de febrero de 2014 y significó el origen de la guerra ruso-ucraniana.
Tras la huida del presidente de Ucrania Víktor Yanukóvich en dirección desconocida el 21 de febrero de 2014, la Rada Suprema destituyó del cargo a Yanukóvich por «el abandono de sus funciones constitucionales». El 23 de febrero de 2014, el jefe del grupo parlamentario del Partido de las Regiones que lideraba Yanukóvich, Oleksandr Yefrémov, responsabilizó a Yanukóvich del saqueo del país y del derramamiento de sangre.
Más adelante, el 29 de marzo de 2014, el Congreso del Partido de las Regiones expulsaría de sus filas a Yanukóvich, Mikola Azárov, Oleksandr Klimenko, Serhiy Arbúzov, Valeriy Konovalyuk y Andréi Syshatski por 333 votos a favor, 45 en contra y 28 abstenciones.
Los sucesos se habían desencadenado en Kiev la noche del 21 de noviembre de 2013, un día después de que el Gobierno de Ucrania hubiera suspendido in extremis la firma del Acuerdo de Asociación y el Acuerdo de Libre Comercio con la Unión Europea (UE).
Aunque el 30 de marzo de 2012, Yanukóvich y los líderes de la UE habían acordado un estatuto de asociación de Ucrania con la UE, la entrada en vigor se fue aplazando y las negociaciones quedaron estancadas durante un año, entre otras razones porque una de las exigencias europeas era la liberación de Yulia Timoshenko y Yuri Lutsenko, opositores al Gobierno. Ello no impidió que durante los meses previos al inicio de las protestas, Yanukóvich prometiera realizar las reformas necesarias para seguir adelante con las negociaciones.
A partir del 21 de noviembre, se produjeron en la plaza de la Independencia (en ucraniano, Maidán Nezalézhnosti) de la capital varias concentraciones que exigían al gobierno retomar el diálogo con la UE. Las convocatorias lograron congregar a cientos de miles de personas, que asistieron a discursos diarios de líderes políticos opositores y de figuras destacadas de la cultura, tanto ucranianas como extranjeras. Entre sus impulsores se encontraban organizaciones sociales, la oposición política —incluidos grupos ultranacionalistas y de extrema derecha, Sector Derecho y Svoboda— y las Iglesias ucranianas —como la Iglesia ortodoxa ucraniana del Patriarcado de Kiev—, con excepción de la Iglesia ortodoxa ucraniana del Patriarcado de Moscú. En las manifestaciones también participaron representantes de minorías étnicas (rusos, chechenos, tártaros de Crimea, judíos, georgianos, armenios y otros) y ciudadanos de otros países (Polonia, Bielorrusia, Georgia, Rusia y otros).
Las protestas desembocaron en disturbios, que fueron creciendo en intensidad, al punto de que hubo días en que muchos manifestantes continuaban sus protestas toda la noche, lo que hacía imposible su desalojo del lugar por parte de las autoridades. El 16 de enero, la Rada Suprema ordenó penas contra los manifestantes, el bloqueo de edificios administrativos y la instalación de tiendas de campaña. Esto fue tomado por los manifestantes como un veto a su derecho de manifestarse y protestar. Desde entonces, las protestas provocaron una escalada de violencia en rechazo a las nuevas leyes. Como resultado, el 22 de enero las manifestaciones registraron cinco muertos.
Entre tanto, las protestas se fueron expandiendo a lo largo del centro y oeste del país, con algunos focos en el este, mayoritariamente rusófono. La exigencia no era solo el cambio económico hacia Europa, sino la sustitución total de gobierno, lo que llevó a la dimisión de Azárov el 28 de enero y a que el Parlamento reunido en asamblea extraordinaria derogara las polémicas leyes que limitaban los derechos de manifestación y reunión.
La noche del 19 y 20 de febrero, Yanukóvich y los principales líderes de la oposición (Vitali Klichkó, Arseni Yatseniuk y Oleh Tiagnibok) acordaron una tregua y la retirada de las barricadas colocadas anteriormente en la plaza de la capital para contener a las fuerzas policiales. El 21 de febrero —tras el llamado «Jueves Negro» (20 de febrero) en el que murieron más de 60 manifestantes—, se aprobó un acuerdo entre ambas partes para adelantar las elecciones, formar un gobierno de transición, volver a la Constitución de Ucrania de 2004 y frenar la violencia.
En la madrugada del 21 al 22 de febrero, Yanukóvich, sin informar al parlamento, abandonó su lujosa residencia de Mezhyhirya, en las afueras de la capital, y desapareció en dirección desconocida —según declararía más adelante, lo hizo al temer por su vida y la de su familia—. Yanukóvich no firmó la reintroducción de la Constitución de 2004 que acordó ratificar en menos de 48 en el acuerdo previo antes de desaparecer. En la mañana del 22 de febrero, la Rada Suprema lo destituyó de su cargo por «abandono de sus funciones constitucionales» y tomó el control del país, votando, por mayoría constitucional, la vuelta a la Constitución de 2004, acordada el día anterior.

### Adhesión de Crimea a Rusia
La anexión de Crimea por Rusia se refiere a la anexión unilateral no reconocida internacionalmente por parte de la Federación de Rusia de las dos entidades que forman la península de Crimea, la República de Crimea  y la ciudad autónoma de Sebastopol, y que formaban parte de la República de Ucrania desde la disolución de la Unión Soviética en 1991. Las dos entidades fueron declaradas como sujetos federales de la Federación de Rusia, de acuerdo con la Ley sobre Nuevos Territorios Federales de la legislación rusa que se aplicó en la península. Esa legislación considera a Crimea parte de Rusia desde el momento de la firma del acuerdo interestatal del 18 de marzo de 2014 y el periodo transitorio se prolongó hasta el 1 de enero de 2015.
La decisión unilateral de Vladímir Putin de anexionarse Crimea tiene su origen en el Euromaidán, la revolución ucraniana iniciada a finales de 2013, la cual culminó con la destitución del prorruso Víktor Yanukóvich que el Kremlin consideró un golpe de Estado. Entonces se iniciaron una serie de manifestaciones de rusófilos —en su mayoría rusos étnicos y ucranianos rusófonos— opuestos a los eventos ocurridos en Kiev y que anhelan estrechar sus vínculos (o inclusive integrarse) con Rusia. Luego varios gobiernos regionales propusieron referendos separatistas y se produjo una invasión militar, donde las Fuerzas Armadas de Rusia se desplegaron en Crimea, con el objetivo, según el Kremlin, de garantizar la integridad de los ucranianos prorrusos habitantes de Crimea y las bases rusas estacionadas allí, hasta que se normalizara la situación sociopolítica; desoyendo las advertencias de no invadir lanzadas por Estados Unidos y Kiev.
Previamente, las autoridades de Crimea, de ideología prorrusa,  habían solicitado la asistencia del gobierno de Moscú después de que la Rada Suprema intentara abolir la ley de lenguas cooficiales del 3 de julio de 2012. Sin embargo, el presidente interino de Ucrania, Oleksandr Turchínov, se negó a firmar esta decisión del Parlamento, instándolo a elaborar una ley nueva que regulara el uso de dichas lenguas.
La anexión de Crimea por Rusia no es reconocida por Ucrania, que la considera ilegítima y opuesta al derecho internacional, y asegura que el territorio sigue conformando la República Autónoma de Crimea y la ciudad especial de Sebastopol. Esta anexión por parte de Rusia, considerada ilegal por parte de Estados Unidos y de la Unión Europea, causó la peor crisis en las relaciones entre Rusia y Estados Unidos desde el final de la Guerra Fría, empeorada drásticamente por la invasión rusa de Ucrania de 2022. Además, ya en marzo de 2014, la Asamblea General de las Naciones Unidas aprobó la Resolución 68/262 llamada Integridad territorial de Ucrania en respuesta a la anexión de Crimea por Rusia. Aprobada por 100 países, la resolución afirmó el compromiso de las Naciones Unidas para reconocer a Crimea como parte de Ucrania, rechazando el referéndum sobre el estatus político.
Invadiendo y anexando Crimea, Rusia violaba un tratado internacional y tres tratados bilaterales firmados con Ucrania: el Memorándum de Budapest —que ofrecía garantías de seguridad por parte de sus signatarios a Ucrania—; el Tratado de Amistad y Colaboración entre Ucrania y Rusia de 1997; el Tratado sobre la permanencia de la Flota del mar Negro rusa en territorio ucraniano hasta 2017 y el Tratado de Járkov por el que dicha permanencia se extendía hasta 2042.

### Opinión pública antes del conflicto

Resultados de una encuesta de febrero de 2014 sobre una potencial incorporación de Ucrania a Rusia. Los distritos con más apoyo son Crimea (41 %), Donetsk (33 %), Lugansk y Odesa (24 %).

En una encuesta realizada por el Instituto Internacional de Sociología de Kiev en la primera quincena de febrero de 2014, el 33,2 % de los encuestados del óblast de Donetsk creía que Ucrania debía incorporarse a Rusia. En una encuesta de opinión realizada entre el 14 y 26 de marzo por el Instituto Republicano Internacional, el 64 % de los encuestados del este de Ucrania apoyaba el separatismo de la región. De acuerdo con una encuesta realizada por el Instituto de Investigación Social de Donetsk y Análisis de Políticas, el 54.7 % de los residentes del óblast apoyaban el separatismo. Una encuesta realizada por el Instituto de Donetsk de Estudios Sociales y Análisis Político mostró que el 77 % de los residentes condenó los asaltos a los edificios administrativos.

## Historia

### Primera fase de la guerra ruso-ucraniana

#### Protestas prorrusas

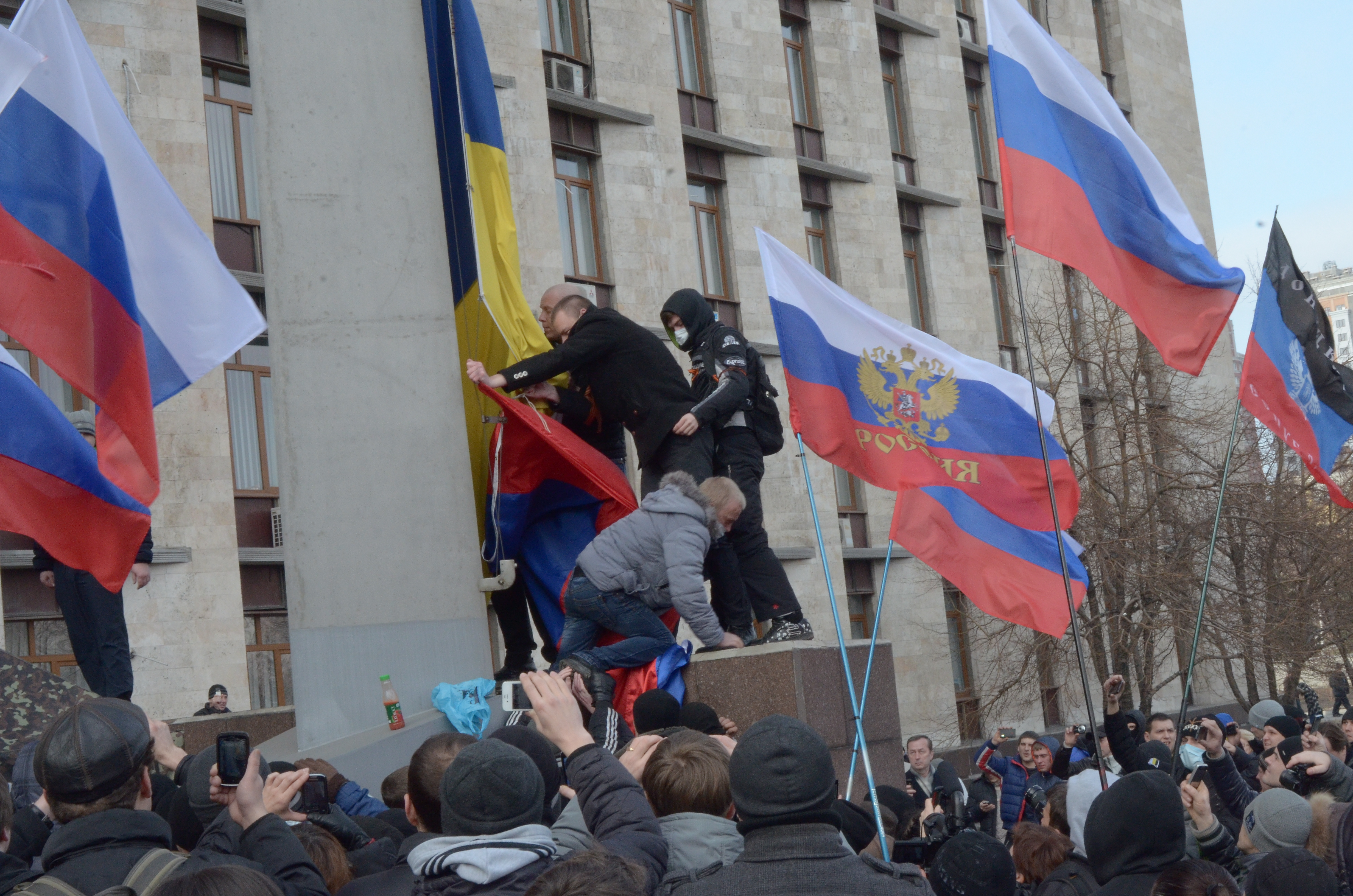
Manifestantes prorrusos cambiando una bandera ucraniana por una rusa en el frente del edificio de la Administración del Estado Regional de Donetsk, el 1 de marzo de 2014.

Bandera de la República Socialista Soviética de Donetsk-Krivoy Rog, usada por los manifestantes prorrusos.

El 5 de marzo, agentes del Servicio de Seguridad de Ucrania arrestaron al autoproclamado gobernador de la región de Donetsk, Pável Gúbarev, llevándolo a un sitio desconocido. Anteriormente, simpatizantes del gobierno interino de dicha región habían tomado el control de los edificios administrativos, entre ellos la Tesorería y la administración regional, donde izaron la bandera rusa. Además, Gúbarev declaró que la región se estaba preparando para contar con su propio gobierno provisorio, para luego anunciar nuevas elecciones, y habló sobre la realización de un referéndum sobre el estatus de Donetsk. El 6 de marzo fueron detenidas varias decenas de manifestantes.
El 8 de marzo, más de 3000 personas se concentraron en el centro de Járkov, pidiendo la dimisión de las autoridades locales y la celebración de un referéndum sobre el estatus de su región. El mismo día, el ejército ruso entró en el territorio del pueblo de Chonhar, en el Raión de Genichesk, Óblast de Jersón y guardias fronterizos ucranianos iniciaron un despliegue especial a lo largo de la frontera con Moldavia, en el área de Transnistria, con el fin de evitar cualquier provocación por parte de activistas prorrusos en el Óblast de Odesa. Al día siguiente, unos 1500 activistas prorrusos solicitaron a las autoridades locales de Donetsk la realización de una consulta popular sobre su incorporación a Rusia. Mientras que, en Lugansk, centenares de manifestantes ocuparon el edificio de la administración regional e izaron la bandera de Rusia. Además ocurrieron enfrentamientos con activistas proucranianos. Unas 7000 personas también manifestaron en Simferópol, en Crimea.
El 13 de marzo, un partidario del gobierno ucraniano murió a manos de militantes prorrusos en los disturbios tras la concentración en la Plaza Lenin de Donetsk. También murió un manifestante prorruso y hubo varios heridos. Ese mismo día, más de 40 000 residentes de la ciudad de Járkov salieron a las calles para mostrar su apoyo al alcalde Hennadiy Kernes, que ha sido citado por la Fiscalía General de Ucrania, acusado de amenazas, tortura y secuestro. Además, unas 40 000 personas se manifestaron en varias ciudades de Rusia en apoyo a la población rusoparlante de Ucrania. Mientras, un tribunal de Kiev ordenó poner Kernes bajo arresto domiciliario parcial, obligándolo a quedarse en casa desde las 21:00 de la noche hasta las 7:00 de la mañana. El 14 de marzo, dos personas murieron en Járkov, por disparos de nacionalistas ucranianos y, en la noche, una serie de disparos dejó como saldo dos fallecidos y cinco heridos, entre policías y activistas prorrusos. El ministerio del Interior ucraniano responsabilizó al grupo Sector Derecho de haber comenzado el tiroteo; una treintena de pistoleros pertenecientes a esta agrupación fueron detenidos.
Los días 22 y 29 de marzo, se produjeron manifestaciones en Melitópol sin carácter separatista, aunque defendían la realización de un referéndum para que los ciudadanos pudiesen decidir si desean estrechar lazos con la Unión Europea o con Rusia y si Ucrania debe convertirse en una federación. El día 23, se realizó una manifestación en Donetsk en defensa de la realización de un referéndum el día 25 de mayo, para que la región pudiese firmar un acuerdo de unión aduanera con Rusia.

#### Proclamación de la República

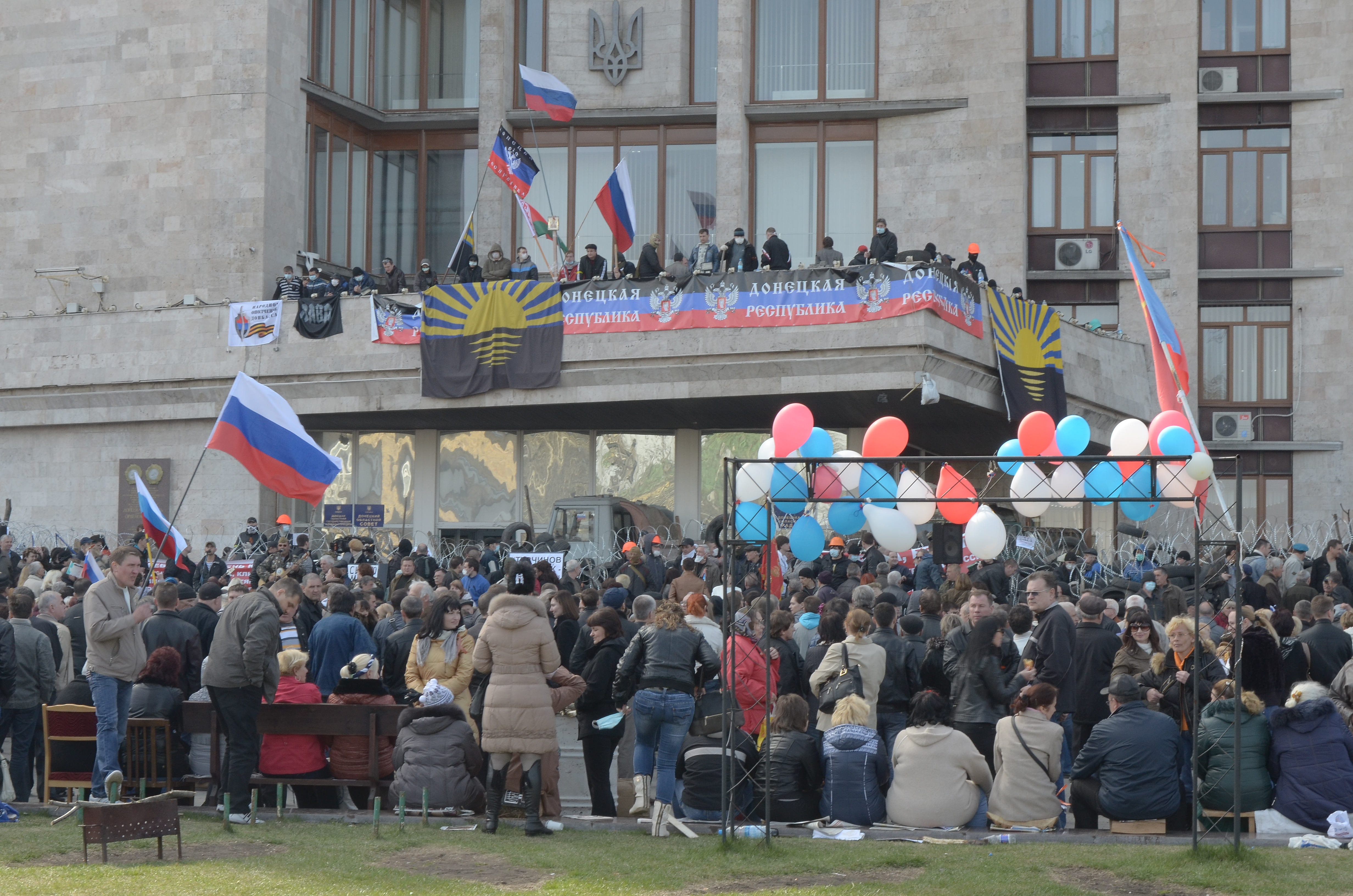
Manifestantes prorrusos ocupando el edificio de la Administración del óblast de Donetsk el 7 de abril.

El 7 de abril de 2014, durante manifestaciones contrarias a las autoridades establecidas mediante la revolución ucraniana conocida como Euromaidán, un grupo de manifestantes prorrusos ocupó la administración regional de Donetsk y autoproclamó la República Popular de Donetsk.
El 7 de abril, un grupo de manifestantes proclamó por unanimidad la República Popular de Donetsk (RPD) durante una reunión celebrada en la sede de la Administración regional. Los secesionistas establecieron su territorio dentro de los límites de la región de Donetsk y se decidieron la creación de un Consejo Popular, a la vez que convinieron celebrar un referéndum antes del 11 de mayo. Por su parte, el gobierno de Estados Unidos declaró que su país no reconocería ni la república ni los resultados de referéndum. La nueva república también pidió a Rusia que defendiera de los «embates criminales» de Ucrania al pueblo ruso residente.

#### Enfrentamientos armados en abril de 2014

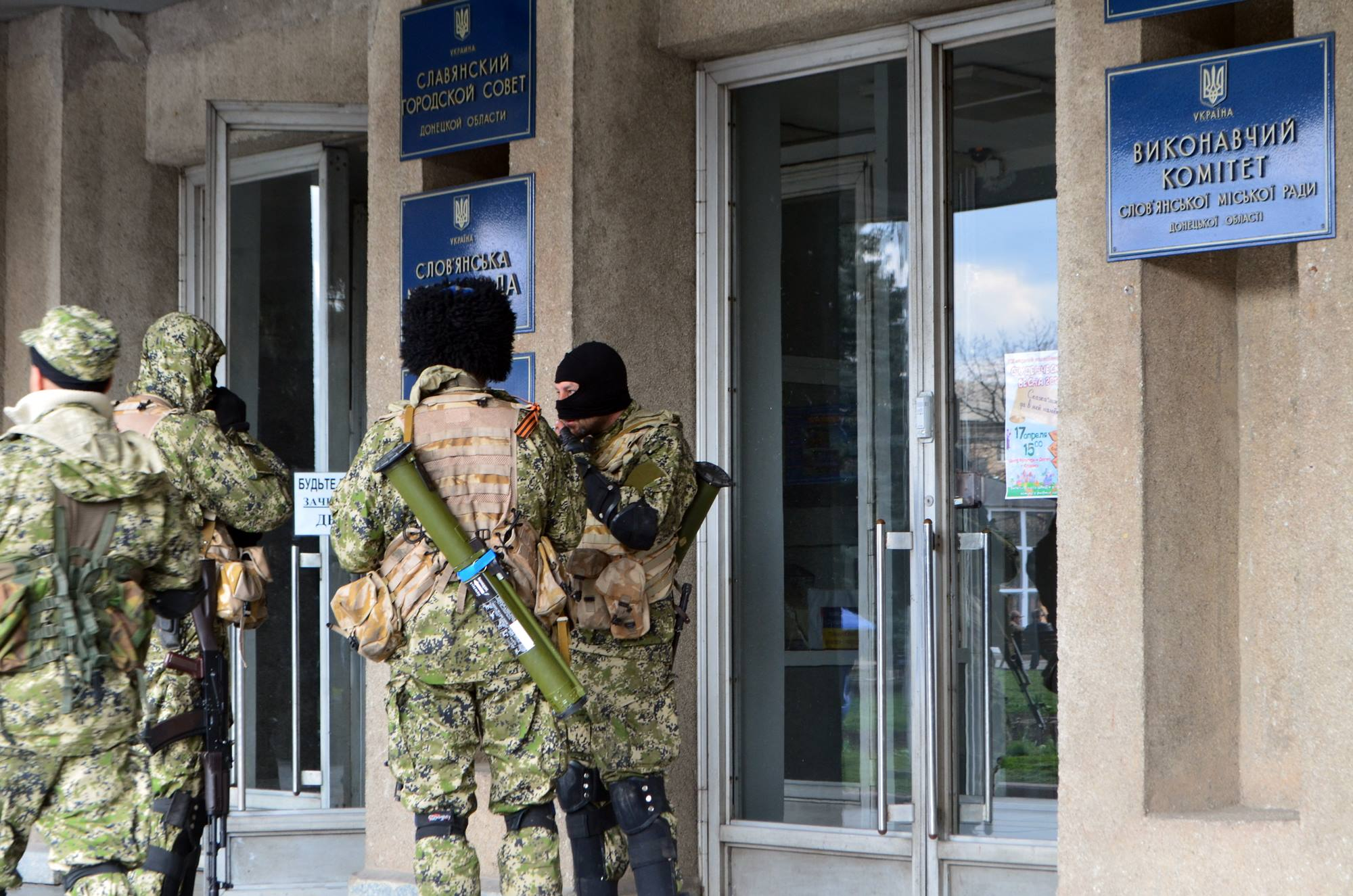
El ayuntamiento de Sloviansk bajo control de hombres armados sin identificar.

Las hostilidades de la guerra del Dombás comenzaron el 12 de abril de 2014, con la toma de las ciudades ucranianas de Slóviansk, Kramatorsk y Druzhkivka por parte de las milicias separatistas prorrusas lideradas por oficiales de los servicios especiales rusos, donde saboteadores provenientes de Rusia armaron a los colaboradores locales con armas incautadas del Ministerio del Interior de Ucrania y los reclutaron en sus filas.
Tras un intento fallido llevado a cabo el 12 de abril, la sede de la policía de Jórlivka fue atacada con éxito por activistas el 14 de abril. Algunos de los miembros de la unidad de la policía local se pasaron a la República Popular el mismo día mientras que los demás oficiales finalmente se retiraron. Los manifestantes ondearon banderas rusas y de la República Popular luego de tomar el edificio. Ese mismo día, activistas prorrusos tomaron el control de otros edificios gubernamentales en ciudades como Mariúpol, Yenákiyeve, Makíivka y Zhdánivka, entre otras. En Artémivsk, los separatistas no pudieron capturar la estación de policía, pero entraron en el edificio del ayuntamiento y levantaron la bandera de la República Popular de Donetsk desde el techo del edificio.
El 16 de abril, hombres armados prorrusos irrumpieron en el ayuntamiento de Donetsk. Los asaltantes permitieron a los empleados municipales abandonar el edificio y el alcalde afirmó que los separatistas pedían un referéndum sobre el estatus de la región del Dombás. Al día siguiente, en Mariúpol ocurrieron enfrentamientos entre prorrusos y militares ucranianos, que dejaron como saldo tres fallecidos y 13 heridos del lado de los activistas. Esto ocurrió tras un asalto perpetrado por un grupo de 300 personas contra un cuartel de la Guardia Nacional. Se informó que los militares abrieron fuego en respuesta a los cócteles molotov y disparos contra los guardias y que 63 personas fueron detenidas.
El 20 de abril, un puesto de control de la milicia prorrusa de Bylbasivka, un pueblo a las afueras de Sloviansk fue atacado por hombres armados no identificados. La milicia del pueblo sufrió tres bajas, aunque logró repeler el ataque. El "alcalde" de Sloviansk (proclamado por la milicia prorrusa) y el Ministerio de Relaciones Exteriores ruso culparon al grupo Sector Derecho por el ataque en Bylbasivka, mientras que un portavoz del grupo afirmó que las fuerzas especiales rusas fueron responsables de los hechos.
Kramatorsk
El 14 de abril, un tiroteo con la policía se produjo cuando los separatistas atacaron la estación de policía de Kramatorsk antes de capturarla. Miembros de la milicia arrancaron la señal de la estación y levantaron la bandera de la organización República de Donetsk. Los hombres armados luego dieron un ultimátum de que si el lunes el alcalde de la ciudad y sus subordinados no se pasaban al lado de la República Popular, entonces tomaban el comité ejecutivo. Otros activistas habían entrado en el edificio del ayuntamiento. Fuera de la ciudad, los separatistas establecieron un puesto de control de carretera cerca de un campo de aviación militar local.
El 16 de abril, en el marco de la «operación antiterrorista», fuerzas ucranianas tomaron Kramatorsk. Los soldados llegaron en la mañana y los vecinos se enfrentaron verbalmente a ellos. Seis blindados del convoy se cambiaron al bando prorruso después de conversar con las personas que les increpaban. Otros tres blindados, procedentes de Dniepropetrovsk, se pasaron al lado de las milicias en Slaviansk, después de que sus tripulantes decidieron «no luchar contra el pueblo defendiendo al régimen». Además, una columna de seis vehículos blindados de las fuerzas de tierra ucranianas que participan en la «operación antiterrorista» fueron capturados por manifestantes prorrusos en Kramatorsk. Al día siguiente, los activistas prorrusos ocuparon el centro de transmisión de las señales de radio y televisión de Kramatorsk, cortando la transmisión de los canales ucranianos y ordenaron al personal restablecer la transmisión de la televisión rusa, prohibida por Kiev en todo el territorio del país durante el conflicto en Crimea. Mientras tanto, el aeródromo de Kramatorsk seguía en poder de las Fuerzas Armadas ucranianas —el ejército ucraniano había recuperado su control el día anterior—, aunque las milicias prorrusas mantenían las barricadas alrededor del mismo.

#### Referéndum
La autoproclamada República Popular de Donetsk convocó un referéndum para el 10 de mayo de 2014 en el que votó el 75 % del electorado y los resultados fueron en un 89,7 % favorables a la independencia según los datos de las autoridades autoproclamadas. El proceso se celebró sin la presencia de observadores internacionales.
Hacia el 10 de mayo, se confirmó la ausencia de observadores internacionales. El referéndum sobre el estatus político de Lugansk, fue anunciado para el 11 de mayo de 2014, en el que los electores decidieron sobre la proclamación de la «independencia estatal» de esta región de Ucrania, en el contexto de las protestas prorrusas en el sudeste del país. Ese mismo día, la autoproclamada República Popular de Donetsk también celebró un referéndum sobre su autonomía.
Encuestas iniciales realizadas por varios medios de comunicación internacionales mostraron una mayoría de votos a favor de la autonomía. En ausencia de observadores internacionales es imposible corroborar el resultado; sin embargo, en la noche del 11 de mayo, la autoproclamada comisión electoral dio a conocer los resultados finales: con una participación del 74,87 %, un 89,07 % votó al «Sí», a favor de la independencia de la República Popular de Donetsk, y un 10,19 % al «No». Un 96,2 % votó al «Sí», a favor de la independencia de la República Popular de Lugansk.
El Servicio de Seguridad de Ucrania (SBU) publicó una grabación de audio el 5 de mayo, la cual era una llamada telefónica entre el líder separatista de Donetsk llamado Dima Boitsov y el líder del grupo paramilitar de extrema derecha Unidad Nacional Rusa, Aleksandr Barkashov. En la grabación, Boitsov dijo que quería posponer el referéndum debido a la incapacidad de la RPD para controlar toda la óblast de Donetsk. Barkashov dijo que había hablado con Putin e insistió en que Boitsov celebrara el referéndum sin importar las preocupaciones del líder separatista. Sugirió que Boitsov registrara los resultados como un 89 % a favor de la autonomía. Los separatistas se apresuraron a calificar grabación como falsa. Sin embargo, el 89 % mencionado en la llamada telefónica coincide exactamente con el resultado del referéndum, que tuvo lugar el 11 de mayo de 2014, es decir, varios días después de que se publicara la grabación.
Un contra referéndum realizado por el gobierno ucraniano en las zonas del Dombás que controlaba mostró cómo alrededor del 90% de los encuestados prefería permanecer en Ucrania.
El periódico suizo Tages-Anzeiger informó que los votantes podían votar tantas veces como quisieran. Funcionarios del Ministerio de Asuntos Internos calificaron la votación de farsa y dijeron que poco más del 32 % de los votantes registrados en la óblast de Donetsk participaron en la votación.

El DPR adoptó un memorando el 5 de febrero de 2015, declarándose sucesor de la República Soviética de Donetsk-Krivoy Rog y el revolucionario bolchevique Fyodor Sergeyev, más conocido por su alias "Artyom", como el padre fundador del país.

### La guerra del Dombás entre 2016 y 2019
El 2 de octubre de 2016, el DPR y el LPR celebraron primarias en las que los votantes votaron para nominar candidatos para participar en las elecciones del 6 de noviembre de 2016. El DPR finalmente celebró elecciones el 11 de noviembre de 2018.
En febrero de 2016, se registraron cuatro personas muertas en un puesto de acceso a la República Popular de Donetsk (RPD), y un soldado ucraniano muerto en Avdiivka, en ambos casos a causa de una mina.
Del 20 al 24 de noviembre de 2017, se produce un golpe interno de Luhansk. El ministro del Interior de Lugansk, Ígor Kornet, y el líder del Servicio Secreto de Lugansk, Leonid Pásechnik, apoyados por la RPD y posiblemente por Rusia, hacen que el autoproclamado presidente Ígor Plotnitski huya para refugiarse en Moscú. Aprovechando la división entre las facciones separatistas, el ejército ucraniano recuperó tres aldeas y alturas estratégicas cerca de Debáltseve. Además, el 24 de noviembre, una tropa táctica ucraniana reconquistó las localidades de Trávneve y Hladósove, que habían estado ubicadas desde 2015 en la tierra de nadie al norte del bastión separatista de Hórlivka.

### Invasión rusa de Ucrania de 2022
El 21 de febrero de 2022, el presidente de la Federación Rusa, Vladímir Putin, firmó decretos sobre el reconocimiento de las repúblicas populares de Donetsk (RPD) y de Lugansk (RPL), así como firmó acuerdos de amistad, cooperación y asistencia con estos Estados de reconocimiento limitado. Los decretos, en particular, establecen que las Fuerzas Armadas de Rusia tendrán que "garantizar el mantenimiento de la paz" en el territorio de la RPD y RPL hasta la celebración de acuerdos de amistad, cooperación y asistencia mutua.

### La anexión a la Federación Rusa
Del 23 al 27 de septiembre de 2022, se llevó a cabo un referéndum sobre la anexión a la Federación Rusa. La República Popular de Donetsk votó para unirse de Rusia, con el 99% de los votos a favor. La Asamblea General de las Naciones Unidas aprobó una resolución llamando a los países a no reconocer la adeshión de Rusia.
El 30 de septiembre de 2022, la zona se une a la Federación Rusa, a través de una ceremonia oficial. Nacía la República Popular de Donetsk, sujeto federal de Rusia.

## Política

### Estatus político de la RPD
En este artículo se examina el actual estatus internacional de la República Popular de Donetsk y de la República Popular de Lugansk. Estas repúblicas fueron dos estados de reconocimiento limitado de Europa Oriental desde su programación en 2014 y 2015 hasta que el 5 de octubre de 2022 fueron integradas como repúblicas en la Federación Rusa tras un referéndum realizado en el contexto de la ocupación rusa de parte del territorio de  Ucrania realizada tras  la invasión rusa de Ucrania del 24 de febrero de 2022.
Tuvieron  el reconocimiento limitado al ser reconocidas, en octubre de 2022, por los estados de  la Federación Rusa, Siria y Corea del Norte. Al mismo tiempo estas repúblicas reconocieron su independencia, una de la otra, y del 24 de mayo de 2014 hasta el 18 de mayo de 2015 eran fundadores y miembros de la Unión de Repúblicas Populares/Nueva Rusia. Ambas repúblicas son reconocidas por Rusia, Siria, Corea del Norte,  Abjasia y Osetia del Sur, estas dos últimas poseyeron un reconocimiento muy limitado internacionalmente.

### Nacionalismo de extrema derecha
Los líderes de la Milicia Popular de Donetsk están estrechamente vinculados al partido neonazi Unidad Nacional Rusa (RNU) dirigido por Aleksandr Barkashov, que ha reclutado combatientes. Un exmiembro de RNU, Pável Gúbarev, fundador de la Milicia Popular del Dombás y primer "gobernador" de la autoproclamada República Popular de Donetsk está particularmente vinculado al Ejército Ortodoxo Ruso, una unidad religiosa ultranacionalista que forma parte de la Milicia Popular de Donetsk. Otras unidades neonazis incluyen los batallones 'Rúsich', 'Svarózhich' y 'Ratibor', que tienen esvásticas en sus insignias. Algunos de los activistas de extrema derecha más influyentes entre los separatistas son neoimperialistas, que buscan revivir el Imperio ruso. Estos incluyeron a Ígor Guirkin, alias "Strelkov", primer "ministro de defensa" de la República Popular de Donetsk.
El Movimiento Imperial Ruso ha reclutado a miles de voluntarios para unirse a los separatistas. Algunos separatistas han enarbolado la bandera imperial rusa, negra, amarilla y blanca como el Batallón Esparta. En 2014, los voluntarios del Movimiento de Liberación Nacional se unieron a la Milicia Popular de Donetsk con retratos del zar Nicolás II. Otros grupos rusos de extrema derecha cuyos miembros se han unido a las milicias separatistas incluyen la Unión de la Juventud Euroasiática, la proscrita Unión Eslava y el Movimiento Contra la Inmigración Ilegal.

### Gobierno
El 7 de abril, fue creado como órgano de gobierno el Consejo (o Asamblea) Popular de Donetsk, instalándose en el antiguo despacho el gobernador provincial. La República Popular de Donetsk constaba en sus primeros días de un parlamento popular con 81 personas elegidas en asamblea y un gobierno formado por siete miembros.
De acuerdo con Serguéi Bogachov, secretario del ayuntamiento de la ciudad de Donetsk y jefe del grupo del Partido de las Regiones en el consistorio municipal, los ocupantes de la Administración provincial de Donetsk (en la misma ciudad) aceptaron entregar dos plantas del edificio para que funcionaran los servicios administrativos. A diferencia de la Administración provincial, la Administración municipal (la alcaldía) de Donetsk funcionaba sin problemas a fecha del 25 de abril, aunque a los policías de turno en el edificio se les agregaron milicianos de OPLOT, una de las organizaciones prorrusas en la que se apoya la República Popular de Donetsk.
El 2 de noviembre de 2014, tuvieron lugar las Elecciones generales de la República Popular de Donetsk de las cuales resultaron ganadores Aleksandr Zajárchenko como jefe de Estado y su partido República de Donetsk para el parlamento.
En cuanto a las Fuerzas Armadas, la República Popular de Donetsk cuenta con un Ejército compuesto mayoritariamente de milicianos voluntarios aunque también cabe destacar la presencia de antiguos oficiales del Ejército de Ucrania, quienes configuran los mandos de dicho cuerpo, subordinados en cualquier caso al Ministerio de Defensa. La Policía de Donetsk cuenta con varios cuerpos entre los cuales se destaca la fuerza antidisturbios encargada del orden público Berkut. Éste es un cuerpo, a diferencia de los demás que integran la Policía de Donetsk, de procedencia kievita ya que se trata precisamente de la Policía de Kiev que huyó desde la capital ucraniana tras la revolución provocada por las masivas protestas de corte europeísta y nacionalista que derribaron al gobierno de Yanukóvich. Al llegar a la ciudad de Donetsk fueron recibidos con aplausos por parte de los residentes. Al mando de esta fuerza de élite se encuentra el comandante Andréi Tereshenko. El resto de los cuerpos policiales son las antiguas fuerzas policiales que tenía la ciudad, cuyo mando pasó a las autoridades del Ministerio de Interior de la República Popular de Donetsk tras su independencia del resto de Ucrania. Los pueblos de la provincia que son controlados por la República, cuentan también con un pequeño cuerpo policial para mantener el orden, dependiente siempre de Donetsk. 

### Líderes
Pável Gúbarev, nacido en Sievierodonetsk, en el Óblast de Lugansk en el Este de Ucrania, fue el primer líder de la República Popular de Donetsk. Gúbarev fue hasta 2014, un militante del Partido Socialista Progresista de Ucrania, cuyo programa se basaba en el rechazo de muchas políticas e instituciones occidentales, así como en el separatismo del este de Ucrania y en la promoción de relaciones más estrechas con Rusia y con otros países euroasiaticos. El 13 de mayo de 2014. Pável Gubárev, quien, en ese momento, desempeñaba el cargo de Gobernador del Pueblo de Donetsk, anunció la creación del Partido Nueva Rusia.
Después del Referéndum sobre el estatus político de Donetsk de 11 de mayo de 2014, Denís Pushilin, natural de Makiivka en el óblast ucraniano de Donetsk fue elegido, el 19 de mayo de 2014, como Presidente del Sóviet Popular (Presidente del Parlamento) de la República Popular de Donetsk, y por lo tanto, de acuerdo con el proyecto de la Constitución aprobada el 15 de mayo de 2014, el jefe de Estado de la nueva república.
- Presidente del Gobierno (7 de abril - 18 de julio de 2014), Vicepresidente del Sóviet Popular: Denís Pushilin.[120]
- Ministra de Asuntos Exteriores (16 de mayo - 15 de agosto de 2014): Ekaterina Gúbareva (esposa de Pável Gúbarev).[121]
- Comandante en jefe del Ejército Popular (10 de abril - 7 de mayo de 2014): Ígor Kakidzyánov.[122]
- Jefe del Comité Ejecutivo Central: Serguéi Ivanov.[123]
- Jefe de Estado y primer ministro: Dmitri Trapéznikov[124]
- Vice primer ministro: Aleksandr Borodái[124]
- Ministro de Defensa: Vladímir Kónonov[124]

## Geografía
La República Popular de Donetsk está ubicada en la parte sur del Dombás. Limita al norte con la República Popular de Lugansk, al sur con el Óblast de Zaporoye, al este con el Óblast de Rostov, y al oeste con Ucrania.

## Divisiones administrativas

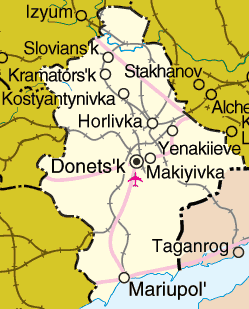
Mapa.

La República Popular de Donetsk está subdividida en 18 distritos, 52 ciudades y 5 asentamientos urbanos. 
Asentamientos urbanos
Aleksandrovka · Mangush · Telmanovo · Belikaya Novosyolka · Volodarskoye

## Economía
El 1 de septiembre de 2015, se empieza a usar el Rublo ruso en todas sus operaciones financieras, a partir del 16 de marzo de 2016, comienza a emitir sus propios pasaportes.

## Reacciones al movimiento separatista

### Reacción del gobierno ucraniano
El mismo día de la proclamación, la Rada Suprema de Kiev presentó un proyecto de ley sobre la imposición del estado de emergencia en las regiones de Lugansk, Donetsk y Járkov. La ex primera ministra de Ucrania, Yulia Timoshenko, llegó a Donetsk esa misma tarde en nombre del gobierno ucraniano, donde ofreció una rueda de prensa. Además, se reportó que Kiev envió tropas militares a las zonas donde se habían proclamado gobiernos independientes.
Por su parte, el primer ministro interino, Arseni Yatseniuk, acusó directamente a Rusia de poner en marcha «un plan para desmembrar Ucrania». Mientras que el presidente interino Oleksandr Turchínov, dijo que Rusia intenta crear en el este del país «escenario crimeo» y advirtió que el Gobierno prepara operaciones antiterroristas contra los que han tomado las armas.
El 10 de abril, el presidente interino de Ucrania prometió amnistiar a los manifestantes que ocuparon los edificios administrativos en el este del país si abandonaban los edificios y entregaban las armas. También dijo que firmó un decreto para tomar la Administración del Estado Regional de Donetsk «bajo la protección del Estado».
Ese mismo día, los manifestantes de Donetsk y el gobernador provincial, Serguéi Taruta, negociaron sin llegar a ningún acuerdo. Taruta proponía patrullas mixtas entre la policía, la guardia de tráfico y los manifestantes, el desalojo del edificio de la Administración (con posibilidad para los separatistas de instalarse en otro edificio distinto), creación de un grupo mixto para reformular los planteamientos de un referéndum en mayo, sesiones mixtas entre el Parlamento regional y el Consistorio municipal y amnistía para los ocupantes del edificio. Los hombres respondieron que consideraban posibles las patrullas mixtas y que estaban dispuestos a ceder dos pisos del edificio de la Administración para que pudieran trabajar los funcionarios necesarios para el pago de pensiones, subvenciones y sueldos y pidieron la liberación de los acusados de separatismo, como Pável Gubárev. El gobierno regional no aceptó la contrapropuesta.
El 13 de abril, el Gobierno de Ucrania lanzó una operación para hacer frente a la rebelión en el este del país, produciéndose tiroteos al norte de Donetsk, más precisamente en Slaviansk, en los que falleció al menos un activista prorruso, un oficial del Servicio de Seguridad de Ucrania, dejando heridos a otros cinco. Al mismo tiempo, observadores de la OSCE llegaron a Slaviansk.
El 15 de abril, el presidente ucraniano informó al Parlamento del comienzo de un operativo «antiterrorista» para desalojar a combatientes prorrusos que ocupaban edificios de gobierno en el este del país. El operativo comenzó en el norte de Donetsk. Al mismo tiempo, según la policía, los activistas en el cuartel de policía de Kramatorsk abandonaron voluntariamente el edificio que tenían ocupado desde el día 12. El aeródromo militar de Kramatorsk fue el primer sitio donde comenzó la operación. Allí, activistas prorrusos que ocupaban el sitio intentaron negociar con los efectivos del ejército ucraniano, pero se produjo un tiroteo; durante los hechos aterrizaron dos helicópteros, dejando como saldo al menos 4 activistas muertos y varios heridos. Después de estos hechos, el presidente interino de Ucrania, Oleksandr Turchínov, confirmó que el aeródromo había sido "recuperado" por las fuerzas ucranias. También se reportaron movimientos del ejército ucraniano en Slaviansk, localidad a la que llegó un convoy de una veintena de vehículos blindados y 500 soldados del Ejército ucraniano, venido desde la localidad de Izium.
El 26 de mayo, ocurrieron combates en torno al aeropuerto de Donetsk controlado por las milicias de RPD. Los militares ucranianos usaron la aviación para bombardear los posiciones de los militantes prorrusos.

### Otras reacciones

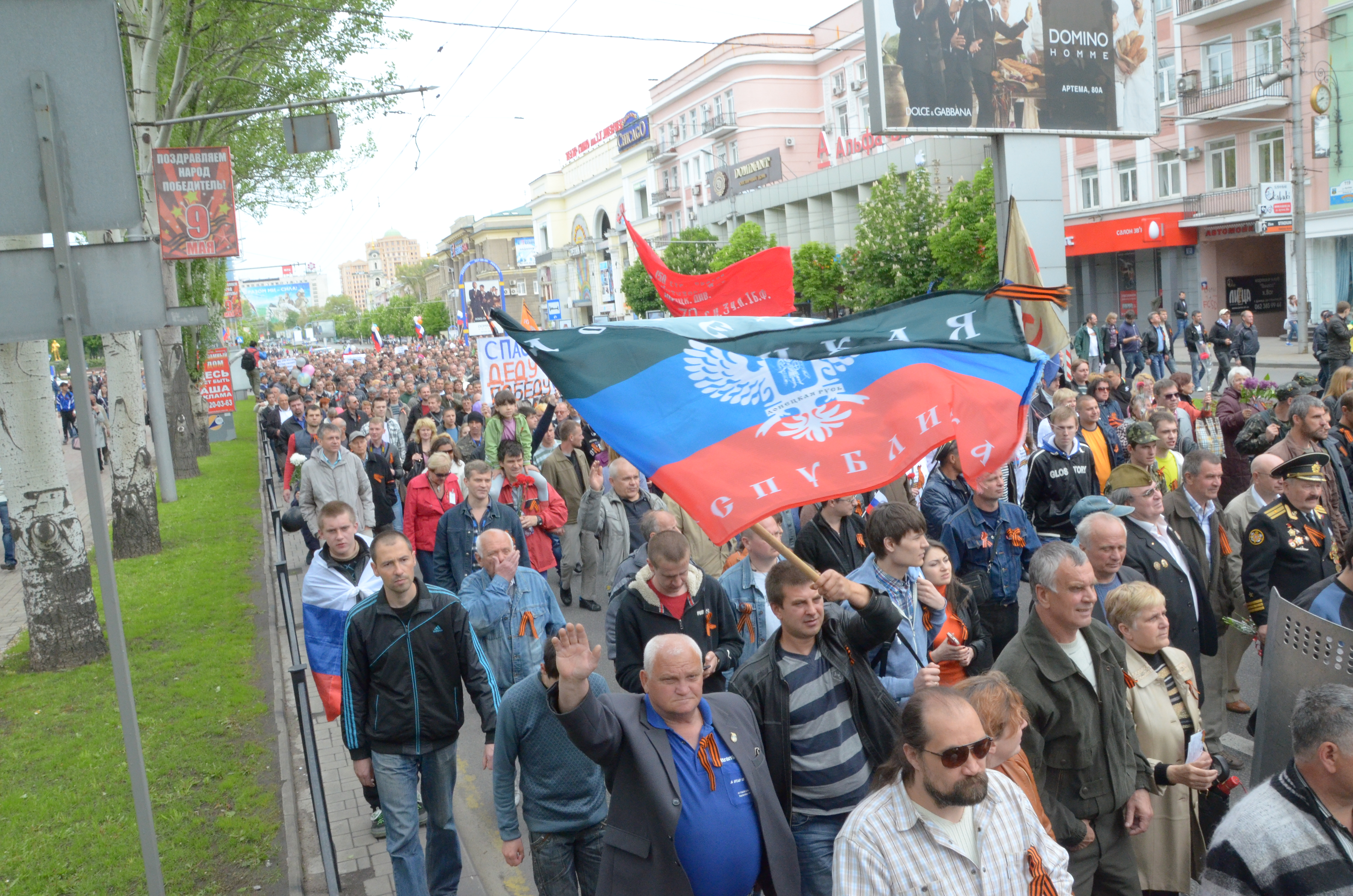
9 de mayo Día de la Victoria en Donetsk.

El ayuntamiento de Donetsk (y de nueve consejos de distrito de la ciudad) se distanciaron de los manifestantes y declararon que «continúan trabajando en el ámbito jurídico para garantizar las funciones vitales de la ciudad». El Sindicato Independiente de Mineros en Donetsk anunció que no apoyaría el movimiento separatista.
En la mañana del 8 de abril, el Batallón Donbás, un grupo fiel al gobierno legítimo de Kiev, no relacionado con la organización de la autoproclamada república de Donetsk, publicó un comunicado en contra de la proclamación de independencia, citando las quejas de los lugareños. Declararon que iban a sofocar el establecimiento de este estado, cancelando el referéndum, afirmando que ambos son «ilegales».
El candidato a la presidencia de Ucrania, Oleg Tsariov, viajó a Donetsk y dijo que estaba listo para convertirse en líder del llamado «movimiento Sureste». Tsariov también aseguró que los separatistas en Donetsk harían todo lo posible para interrumpir las elecciones presidenciales, previstas para el 25 de mayo. Luego prometió que iba a crear una «autoridad central», en el centro de Donetsk.
Rinat Ajmétov, magnate dueño de la primera fortuna del país y residente de Donetsk, dijo que la situación de la región «es muy difícil» y lo que «la gente quiere que se escuche la voz de Dombás» y «una vida mejor». Sentenció que es necesario una negociación con los prorrusos para llegar a un acuerdo. El magnate afirmó que apoya la cooficialidad del ruso con el ucraniano y la descentralización del poder y que por la noche del 7 de abril visitó el edificio tomado por manifestantes.
Los Berkut, la unidad especial que opera en Sebastópol, Crimea, se dirigieron a sus colegas del sureste de Ucrania, animándolos a pasarse al bando de las milicias prorrusas, hecho que realizaron horas más tarde.
El vice primer ministro crimeo, Rustam Temirgalíev, expresó la esperanza de que la región de Donetsk (así como otras regiones del sudeste ucraniano) formaran una Federación de Ucrania y se unieran al Estado de la Unión.

## Deporte
- Selección de fútbol de República Popular de Donetsk es la selección no miembro de UEFA, pero compite en torneos de la ConIFA. Su estadio es el Metalurg Stadium de Donetsk.